# Eugenu Arnăutu
Eugenu Arnăutu (n. 18 aprilie 1952) este un fost deputat român în legislatura 2000-2004, ales în județul Dolj pe listele partidului PSD. Eugenu Arnăutu a fost membru în grupurile parlamentare de prietenie cu Republica Federativă a Braziliei și Republica Turcia. 

## Legături externe
- Eugenu Arnăutu Arhivat în 18 august 2016, la Wayback Machine. la cdep.ro